# Маккенни, Уэстон
Уэ́стон Джеймс Эрл Макке́нни (англ. Weston James Earl McKennie; род. 28 августа 1998, Литл-Элм, Техас) — американский футболист, полузащитник клуба «Ювентус» и сборной США. Футболист года в США (2020).

## Карьера
Маккенни вырос в Техасе и в возрасте шести лет вместе с отцом-солдатом переехал в Кайзерслаутерн. В Германии он пробыл три года, играя за молодёжную команду «Финикс» из Оттербаха, после чего вернулся в США. В 2009 году Маккенни присоединился к академии «Далласа». В сезоне 2015/16 Уэстон забил 12 мячей и получил приглашение в молодёжную сборную США.
В августе 2016 года Маккенни перешёл в немецкий клуб «Шальке 04». Первый сезон Уэстон провёл в команде до 19 лет и забил 4 мяча в 19 матчах. В мае 2017 года он был переведён в первую команду «Шальке». 20 мая 2017 года Маккенни дебютировал за «Шальке», заменив Дониса Авдияя на 77-й минуте матча против «Ингольштадта» (1:1).
27 августа 2020 «Ювентус» взял в аренду Маккенни за 3 млн евро. В соглашении было прописано право выкупа игрока за 18 млн евро с обязательной опцией выкупа, если футболист проведет более 60 % матчей. 3 марта 2021 года «Ювентус» выкупил Маккенни у «Шальке», заплатив 18,5 млн евро, с бонусами в размере 6,5 млн евро. Футболист заключил с клубом контракт сроком до 30 июня 2025 года.
14 ноября 2017 года Маккенни дебютировал за сборную США в матче против сборной Португалии (1:1) и забил за неё первый мяч.
Маккенни был включён в состав сборной США на Золотой кубок КОНКАКАФ 2019. В матче четвертьфинала против сборной Кюрасао, забил гол на 25-й минуте, который стал единственным победным для его сборной. В матче полуфинала против сборной Ямайки на 9-й минуте забил гол, а команда одолела соперника со счётом 3:1.
22 февраля 2022 года Уистон Маккени получил травму ноги на 81-й минуте матча 1/8 финала Лиги чемпионов против «Вильярреала». Спортсмену диагностировали перелом второй и третьей плюсневых костей левой стопы, его восстановление займет не менее двух месяцев и может продлиться до конца сезона. В середине мая 2022 года вернулся к общим тренировкам с командой.
В январе 2023 года футболист на правах арендного соглашения перешёл в английский клуб «Лидс Юнайтед».

## Достижения

### Командные
«Ювентус»
- Обладатель Суперкубка Италии: 2020
- Обладатель Кубка Италии (2): 2020/21, 2023/24

Сборная США
- Победитель Лиги наций КОНКАКАФ (3): 2019/20[20], 2022/23, 2023/24

### Личные
- Футболист года в США: 2020[21]